# Lena Sundström
Pour les articles homonymes, voir Sundström.
 (octobre 2016).
Lena Amalia Kyoung Couru Sundström, née en 1972, est une journaliste suédoise et une auteure. Elle écrit des nouvelles chroniques et a écrit pour le quotidien suédois Dagens Nyheter. Elle a également eu sa propre chronique dans le journal Aftonbladet,l'édition suédoise du journal Metro, Mersmak et Dagens Arbete.

## Jeunesse
Sundström est née à Séoul en Corée du Sud d'une mère inconnue, elle a été trouvée à l'extérieur d'un orphelinat le 8 avril 1972. Son âge est estimé à environ un mois à l'époque, sa date de naissance a été fixée arbitrairement au 8 mars 1972,. Elle a été adoptée par une famille suédoise quand elle avait 6 mois. Elle a étudié à Kristianstad, et elle a également poursuivi des études dans le secteur des médias et de la communication à Lund et à Copenhague ainsi que le journalisme à Poppius journalistskola

## Carrière
Elle a commencé sa carrière comme journaliste dans le journal Piteå-Tidning, et elle a fait ses débuts en tant qu'auteur en 2005 avec la sortie du livre Saker jag inte förstår som personer jag inte gillar (des choses que je ne comprends pas à propos de gens que je n'aime pas)

## Vie personnelle
Sundstörm est mariée au chanteur suédois Bo Sundström et a deux filles. En 2010, ils ont participé ensemble à l'émission de télévision På spåret où ils ont été placés cinquième. Le couple a divorcé en 2016.

## Œuvres
- 2005: Saker jag inte förstår – och personer jag gillar inte
- 2007: Känns det fint att finnas fr dag jusqu'?
- 2009: Världens lyckligaste folk : fr om bok Danmark
- 2013: Spår